# Bieler Hallenhandball-Meisterschaften
Die Bieler Hallenhandball-Meisterschaften waren die Hallenhandball-Meisterschaften der Stadt Biel und Umgebung.

## Modus
Zwischen 1950 und 1953 spielte der Berner Meister gegen den Bieler Meister um den Einzug in die Schweizer Meisterschaft.

## Bieler Meister der Serie A
| Saison  | Meister             | Vizemeister             | Resultat | Mannschaften |       |
| ------- | ------------------- | ----------------------- | -------- | ------------ | ----- |
| 1948/49 | BTV Biel            |                         |          | 10           | [ 1 ] |
| 1949/50 | TV Kaufleute Biel I | BTV Biel I              | 11–10 P. | 7            | [ 2 ] |
| 1950/51 | TV Kaufleute Biel I | Swim Boys Biel Senioren | 11–10 P. | 8            | [ 3 ] |

## Meister der Serie B
| Saison  | Meister                       | Vizemeister                   | Resultat                      | Mannschaften   |                |
| ------- | ----------------------------- | ----------------------------- | ----------------------------- | -------------- | -------------- |
| 1948/49 | Nur eine Serie                | Nur eine Serie                | Nur eine Serie                | Nur eine Serie | Nur eine Serie |
| 1949/50 | Meister der Serie B unbekannt | Meister der Serie B unbekannt | Meister der Serie B unbekannt | 5              |                |
| 1950/51 | TV Kaufleute Biel II          | BTV Biel II                   | 10–6 P.                       | 6              | [ 3 ]          |